# فرنسيس غارنييه
ماري جوزيف فرانسوا غارنييه (بالفرنسية: Francis Garnier)‏ (ولد في 25 يوليو عام 1839 وتوفي في 21 ديسمبر عام 1873) كان ضابطًا فرنسيًا، وحققًا في شؤون السكان الأصليين في كوتشينتشاينا ومستكشفًا. أصبح في نهاية المطاف قائد مهمة لجنة استكشاف الميكونج في القرن التاسع عشر في جنوب شرق آسيا.

## بداية مسيرته
ولد غارنييه في 25 يوليو عام 1839 في سانت إتيان، لوار، وانضم إلى البحرية الفرنسية، وبعد رحلات في المياه البرازيلية والمحيط الهادئ، حصل على وظيفة في طاقم الأدميرال ليونارد فيكتور تشارنر، الذي كان في الفترة بين فبراير من عام 1860 ونوفمبر من عام 1861 ينظم حملته في كوشينشينا.
بعد قضاء بعض الوقت في فرنسا، عاد غارنييه إلى الشرق، وفي عام 1862 عيّن مفتشًا للشؤون المحلية في كوشينتشينا، وعهد إليه بإدارة شولون، وهي ضاحية من سايجون.

## استكشاف نهري الميكونج ويانغتسي
بناءً على اقتراحه، عقد الماركيز دي شاسيلوب-لوبات العزم على إرسال بعثة لاستكشاف وادي نهر الميكونج، ولكن نظرًا لأن غارنييه لم يعتبر كبيرًا بما فيه الكفاية ليتولى القيادة، فقد عهد إلى النقيب إرنست دودارد دي لاغري بذلك. في أثناء الرحلة الاستكشافية - على حد تعبير السير رودريك مورشيسون الذي وجه كلامه إلى المسافر الشاب عندما قدم له في عام 1870 ميدالية باترون من الجمعية الجغرافية الملكية في لندن- «من كراتيه في كمبوديا إلى شنغهاي، قُطعت مسافة 5392 ميلًا، ومن بين تلك المسافة، 3625 ميلًا، خصوصًا لكونها غير معروفة بالنسبة للجغرافيا الأوروبية، جرى استطلاعها بكل عناية، وتم ضبط المواقع بناءً على عمليات الرصد الفلكية، تقريبًا جميع المشاهدات أبداها غارنييه بنفسه. قبل سنة حصل على جائزة ليفينغستون في المؤتمر الجغرافي لعام 1869 في أنتويرب.
نجح غارنييه، الذي تطوع لقيادة كتيبة دالي، عاصمة السلطان سليمان، التي كانت حركة مستقلة من المتمردين المسلمين في يونّان، في تنفيذ المشروع الأكثر جرأة. فترة وجيزة من وفاة لاجري، تولى جارنييه قيادة البعثة بشكل طبيعي، وأدارها بأمان إلى نهر اليانغتسي، وبالتالي إلى الساحل الصيني. لدى عودته إلى فرنسا، استقُبل بحفاوة. توقف إعداد قصته بفعل الحرب الفرنسية البروسية، وأثناء حصار باريس، عمل جارنييه بوصفه ضابط الأركان الرئيسي للأدميرال الذي يتولى قيادة القطاع الثامن. نُشرت خبراته أثناء الحصار دون ذكر اسمه في الإقطاعية في صفحات سلسلة «لو تامب»، وظهرت بشكل منفصل في مجلة لو سييج دي باريس، تحت عنوان «مذكرات ضابط في البحرية (1871)».
بعودته إلى كوتشينتشاينا، وجد أن الظروف السياسية في البلاد غير مواتية للمزيد من الاستكشاف، لذا ذهب إلى الصين، وفي عام 1873، اتبع المسار الأعلى لنهر اليانغتسي إلى الشلالات.

## التخلل في تونكين
لقي غارنييه حتفه في ظروف مثيرة للجدل. في أواخر عام 1873، أرسل إليه الأدميرال دوبري، حاكم مدينة كوتشينتشاينا، إلى تونكين لحل النزاع بين السلطات الفيتنامية ورجل الأعمال الفرنسي جان دوبويه. مقتنعًا بأن الوقت قد حان للغزو الفرنسي لتونكين، استولى غارنييه على هانوي، عاصمة تونكين، في 20 نوفمبر عام 1873. في الأسابيع القليلة المقبلة استولت قوة فرنسية صغيرة تحت قيادة جارنييه على معظم مدن دلتا النهر الأحمر. ناشدت السلطات الفيتنامية، التي كانت يائسة من لقاء الفرنسيين بقواتها الخاصة، الجندي الصيني الشهير ليو يونغ فو أن يحضر مساعداته مع جيش العلم الأسود.

## وصلات خارجية
- فرنسيس غارنييه على موقع الموسوعة البريطانية (الإنجليزية)